# リカルド・ロドリゲス (サッカー指導者)
リカルド・ロドリゲス・スアレス（スペイン語: Ricardo Rodríguez Suárez, 1974年4月3日 - ）は、スペイン・アストゥリアス州オビエド出身のサッカー指導者。

## 来歴
レアル・オビエドのユースでプレーしていた17歳のときに試合中に左膝十字靱帯を断裂。選手としてのキャリアを断念して指導者を志す。24歳で指導者となり、レアル・オビエドのリザーブチームアシスタントコーチを皮切りに指導者としてのキャリアを重ね、2003年からはメキシコにあるレアル・マドリードのアカデミーのダイレクターも務めた。また、スポーツ科学を学ぶために1994年から1998年までア・コルーニャ大学、2000年から2002年までオビエド大学で学んだ。2003年から2006年までスペインサッカー連盟が発行するUEFAプロライセンスを取得した。
2007年2月5日、ロドリゲスは解任されたジョアン・カリージョに代わって、テルセーラ・ディビシオンに所属するジローナFCのトップチームの監督に就任し、2006-07シーズン終了まで指揮を執った。 プレーオフではRFDアルカラを下して昇格を果たした。
2007年6月25日、マラガCFのBチーム（アトレティコ・マラゲーニョ）の監督となったが、 程なくしてフアン・ムニスが監督を務めるトップチームのアシスタントコーチに任命され、2007-08シーズンに翌シーズンのラ・リーガ昇格を決めた。2008年7月、同クラブのスポーツディレクターに任命された。 2010年3月4日、同クラブを退いた。
2011年8月、サウジアラビアサッカー連盟と3年契約を交わした。まずテクニカルアドバイザーとして着任し、その後は2012年8月に代表チームのスタッフに加わり、フランク・ライカールトの下で働いた。2013年1月にライカールトの後任にフアン・ラモン・ロペス・カロが就くと、ロドリゲスはU-17代表チームの監督に就任した。
2013年7月4日、セグンダ・ディビシオンに所属するジローナに監督として復帰した。 下位に低迷し、12月19日に辞任した。
2014年1月19日、ロドリゲスはタイ・プレミアリーグのラーチャブリーFCの監督に就任した。 タイでの1年目は、ラーチャブリーにとってクラブ史上最高順位となる4位でシーズンを終えた。シーズン終了後の11月に同クラブを離れ、直後に同リーグのバンコク・グラスFCと契約した。 2015シーズンの国内リーグで30試合を終えた後、ロドリゲスは解任された。2016年3月、スパンブリーの監督に任命された。。就任から3ヶ月後の6月28日、同職を辞任した。
2017年に徳島ヴォルティスの監督に就任した。2020年シーズンはJ2優勝ならびにJ1昇格を達成した。
2020年12月22日、2021年シーズンより浦和レッズの監督に就任することが発表された。明本考浩、小泉佳穂、平野佑一などJ2で主力として活躍していた選手達を補強し、更に鈴木彩艶、伊藤敦樹、大久保智明ら新人選手を積極的に起用し、リーグ戦6位、ルヴァンカップベスト4、天皇杯優勝で終える。
2022年、シーズン最初の公式戦となるFUJIFILM SUPER CUPで優勝を果たす。ルヴァンカップで2年連続となるベスト4進出や、AFCチャンピオンズリーグで決勝進出を果たした一方、リーグ戦では優勝争いに絡めなかったことから、この年で退任することとなった。
2024年には中国サッカー・スーパーリーグ所属の武漢三鎮足球倶楽部を指揮。同年末に柏レイソルの監督就任が発表された。

## 指導歴
- 1998年 - 2003年  レアル・オビエド
  - 1998年 - 2001年 リザーブチームアシスタントコーチ[2]
  - 2001年 - 2003年 アシスタントコーチ[2]
- 2003年 - 2006年  レアル・マドリード メキシコアカデミーダイレクター[2]
- 2006年 - 2007年  ジローナFC ヘッドコーチ[2]
- 2007年 - 2010年  マラガCF
  - 2007年 - 2008年 アシスタントコーチ[2]
  - 2008年 - 2010年 スポーツマネージャー[2]
- 2011年 - 2013年  サウジアラビアサッカー連盟
  - 2011年 - 2012年 テクニカルアドバイザー[2]
  - 2012年 - 2013年 テクニカルアドバイザー兼代表チームスタッフ[2]
  - 2013年 U-17サウジアラビア代表監督[2]
- 2013年  ジローナFC 監督[2]
- 2014年  ラーチャブリーFC 監督[2]
- 2014年 - 2015年  バンコク・グラスFC 監督[2]
- 2016年  スパンブリーFC 監督[2]
- 2017年 - 2020年  徳島ヴォルティス 監督[2]
- 2021年 - 2022年  浦和レッズ 監督
- 2024年  武漢三鎮 監督
- 2025年 -  柏レイソル 監督

## 監督成績
| 年度 | クラブ | 所属 | リーグ戦 | リーグ戦 | リーグ戦 | リーグ戦 | リーグ戦 | リーグ戦 | カップ戦       | カップ戦  |
| 年度 | クラブ | 所属 | 順位     | 勝点     | 試合     | 勝       | 分       | 敗       | ルヴァンカップ | 天皇杯    |
| ---- | ------ | ---- | -------- | -------- | -------- | -------- | -------- | -------- | -------------- | --------- |
| 2017 | 徳島   | J2   | 7位      | 67       | 42       | 18       | 13       | 11       | -              | 2回戦敗退 |
| 2018 | 徳島   | J2   | 11位     | 56       | 42       | 16       | 8        | 18       | -              | 3回戦敗退 |
| 2019 | 徳島   | J2   | 4位      | 73       | 42       | 21       | 10       | 11       | -              | 3回戦敗退 |
| 2020 | 徳島   | J2   | 優勝     | 84       | 42       | 25       | 9        | 8        | -              | ベスト4   |
| 2021 | 浦和   | J1   | 6位      | 63       | 38       | 18       | 9        | 11       | ベスト4        | 優勝      |
| 2022 | 浦和   | J1   | 8位      | 45       | 34       | 10       | 15       | 9        | ベスト4        | 3回戦敗退 |
| 2025 | 柏     | J1   | 位       |          |          |          |          |          |                | 2回戦敗退 |

## タイトル

### クラブ
徳島ヴォルティス
- J2リーグ：1回（2020年）

浦和レッズ
- 天皇杯 JFA 全日本サッカー選手権大会：1回（2021年）
- FUJIFILM SUPER CUP：1回（2022年）

### 個人
- J1リーグ優秀監督賞：1回（2021年）
- J2リーグ優勝監督賞：1回（2020年）

## 資格
- UEFAプロライセンス（英語版）[2]
- オビエド大学 / Doctorate in Phisycal Activity and Sport Sciences（博士号）[2]
- スペインオリンピック委員会 / Master degree in High Performance（修士号）[2]